# Sterculia bammleri
Sterculia bammleri är en malvaväxtart som beskrevs av Karl Moritz Schumann. Sterculia bammleri ingår i släktet Sterculia och familjen malvaväxter. Inga underarter finns listade i Catalogue of Life.